# 鄭主
鄭主（ベトナム語：Chúa Trịnh / 主鄭、1545年 – 1787年）は後黎朝大越の中興期において、北部で政治の実権を握った東京鄭氏一族の呼称。
飾り物の皇帝を奉じたまま政権を握った鄭氏の支配は「ベトナムにおける将軍制度」と評された。
当初、後黎朝の貴族であった東京鄭氏と広南阮氏の両者は同盟を組み、後黎朝を簒奪した莫朝と戦っていた。その時代を「南北朝時代（ベトナム語：Nam triều Bắc triều / 南朝北朝）」と呼ぶ。莫朝が首都を放棄し地方に退いた後、東京鄭氏と南部には事実上の半独立政権「広南国」を築いた広南阮氏（阮主）が相争った200年近くの分断時代を鄭阮紛争（ベトナム語：Trịnh Nguyễn phân tranh / 鄭阮紛争）と呼ぶ。

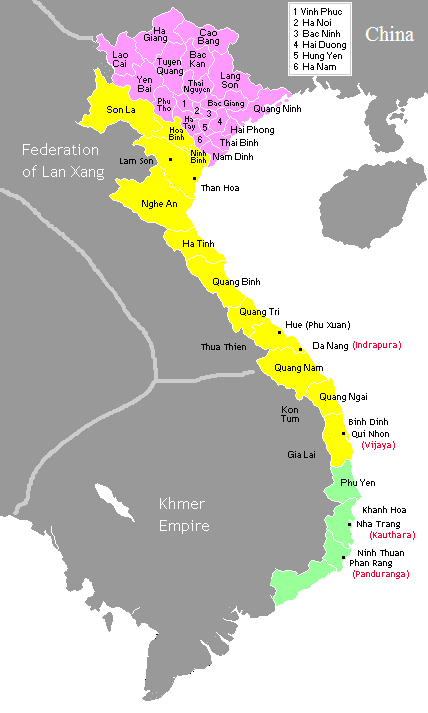
1540年頃の勢力図。ピンクは莫朝、黄色は後黎朝、黄緑はチャンパ

## 名称・用語
呼称としては他に「鄭氏政権」「東京鄭氏」。統治した領域については、当時の公式文章で「北河（ベトナム語：Bắc Hà / 北河）」「北河国」、中国人からは「交趾国」「安南国」、日本人からは「東京国（とうけいこく）」、ヨーロッパ人からは18世紀初頭から首都の東京（ドンキン、現在のハノイ）にちなんで「トンキン（Tonkin）」と呼ばれた。

## 歴史

### 前史
鄭氏の氏祖は、後黎朝の初代皇帝である太祖黎利（レ・ロイ）の友人であり良き助言者でもあった鄭可に始まるという。太祖の死後、鄭可は太宗・仁宗と続いた幼帝の背後で権力をふるった。偉大な皇帝であった第5代皇帝聖宗（タイン・トン）の治世下においても征夷将軍を輩している。
聖宗の没後、後黎朝の帝室は弱体化し、1516年の第9代皇帝襄翼帝の死後に権臣の莫登庸が権力を掌握した。1520年、後黎朝の重臣であった鄭氏と阮氏は莫登庸の野心を恐れ、まだ若い第11代皇帝昭宗を保護して都の東京を離れ、清華（タインホア）に逃れた。これが南北朝時代の始まりとなった。鄭氏と阮氏の代々の根拠地であった清華が戦場となった数年の戦いのあと、昭宗は莫登庸の手の者によって暗殺された。しばらく後に鄭氏・阮氏の指導者も処刑された。しかしながら、これはほんの序幕にすぎなかった。
1527年に、莫登庸が操り人形であった恭皇から帝位を禅譲させ、莫朝を開いた。 数ヶ月も待たずに鄭氏と阮氏は清華で再び軍を起こし、莫朝への対抗姿勢を明らかにした。この2度目の蜂起の指導者は阮淦であり、鄭氏の新しい棟梁である鄭検を娘婿としていた。5年のうちに紅河の南側は復興した後黎朝の支配するところとなったが、東京を攻略することはできなかった。

### 鄭検の政権掌握

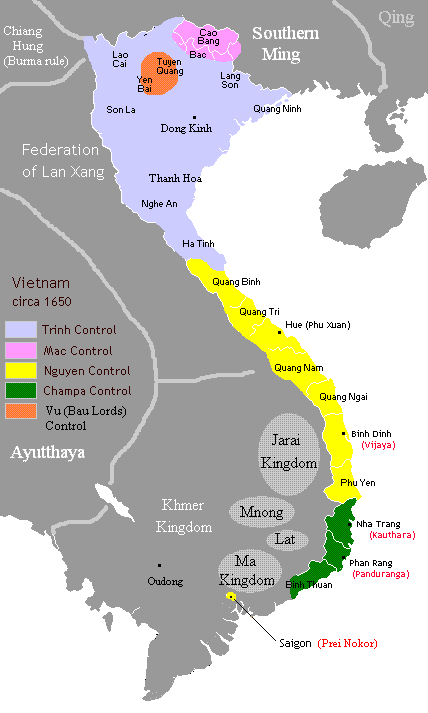
1640年の勢力図。ピンクは莫朝、灰色は鄭氏、黄色は阮氏。橙色は後黎朝に反抗し6代にわたり独立勢力を維持した裒主、緑はチャンパ

1545年、阮淦は莫朝からの降将の楊執一の手によって毒殺された。阮淦の幕下にいた鄭検はこの機会を逃さずに太師となって後黎朝の主導権を握った。阮淦には二人の子がいたが、鄭検は長男の阮汪を殺し、次男の阮潢を順化（現在のフエ）に追放した。しかしこれにより阮潢は南部の支配権を握ることになった。1570年、鄭検が死ぬと長男の鄭檜が後を継いだが、悪政と莫朝との敗戦で権威が失墜したため、その弟の鄭松が当主の地位を奪い莫朝軍を撃退した。鄭松は極めて活発な指導者で、1572年には莫朝から東京を奪回した。翌年には莫朝に東京を奪取されたものの、20年にわたって小競り合いが続く間に莫朝を弱体化させた。
1592年、鄭松は再び東京を奪還し、このときに莫朝第5代皇帝の莫茂洽を捕らえ処刑した。この後数年にわたって莫朝に勝利を続け、その後莫朝は高平（現在のカオバン省）に逃れ、明とそれに続く清の保護のもとに1677年まで地方政権として存続した。

### 鄭阮紛争とその後の鄭主

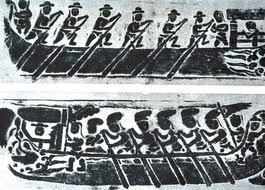
大越の軍船（17世紀）

莫朝を駆逐し、成功を収めた鄭松にとって南部の支配域を広げる阮潢の動きは看過できないものとなっていった。
1620年に第18代皇帝神宗が即位すると、阮潢の子の阮福源は、東都（ドンドー、かつての東京）への貢納を拒否した。1623年に鄭松が末子の鄭椿の反乱により死去した後、跡を継いだ鄭梉と阮福源の間で5年にわたって政治的な交渉が繰り広げられたが、1627年についに戦端が開かれ、1673年に和平が結ばれるまで長い戦争時代が続いた。
後黎朝帝室の派閥を利用し合理的な統治を行った鄭氏は、自らの都合のいいように皇帝を選んでまた交代させた。カンボジアやシャムと頻繁に干戈を交え、また政略結婚を行った阮氏と異なり、鄭氏は近隣諸国と平和的な関係を築くことに努めたが、1694年にはラーンサーンの複数の党派をめぐる戦争が起き、シャムとともに戦乱に巻き込まれた。10年の後、ラーンサーンは大越・シャム両者に隷属する3つの王国（ヴィエンチャン・ルアンパバーン・チャンパーサック）による不安定な小康状態に辿り着いた。
鄭根とその曾孫の鄭棡は多くの政治改革を行ったが、これらの改革は政権を強固にする代償に民衆の負担を増すことになり、民衆の不満は増大していった。酒食に耽った鄭杠の脆弱で無能な統治の間に、民衆の蜂起が頻繁に起こるようになっていった。主な問題は農地不足であったが、鄭杠の統治はますます状況を悪化させていったため、重臣によるクーデターにより弟の鄭楹が当主となった。鄭楹は謙虚な人物であったが、その執政の間、農民反乱の鎮圧と、地方に跋扈する匪賊の討伐に追われることになった。

### 西山党の乱
分裂時代の終わりを告げたのは、1771年に広南阮氏の領域で起きた西山党（阮氏だが広南阮氏とは無関係）による農民反乱であった。鄭氏当主の鄭森はこれを、広南阮氏を滅ぼして南部を平定する機会と捉えた。その頃の広南阮氏は、当主にわずか12歳の阮福淳を据えていたが、実質的な支配者は摂政の張福巒であった。1774年、鄭森は張福巒の悪政を糺すことを口実に軍を南に進めた。黄五福の率いる軍は1775年の初めには阮氏の本拠地富春（現在のフエ）を征服。更に南を窺ったが西山党に阻まれ、いくつかの小戦闘の後に西山党と休戦した。
この休戦は、西山党が広南阮氏の残りの領域を征服することの助けになった。阮氏の一部は嘉定（現在のホーチミン市）まで逃れたが、嘉定も1776年に西山軍に攻略され、阮氏一族はシャムに逃げ延びた阮福映を除いて滅亡した。しかし西山党は鄭氏に隷属するつもりはなく、南部を平定し力を蓄えた10年後、1786年に西山党の指導者の一人の阮恵（グエン・フエ）は大軍をもって北部に侵攻した。しかし、1782年の鄭森の死後、鄭氏政権は権力闘争による致命的な分裂を起こしており、兵士も強勢を誇る阮恵の軍と戦うことを拒否した。当主の鄭楷は反抗的な自分の軍から逃れる途中で農民に囚われ、自殺した。

### 滅亡
1786年7月、阮恵が昇龍（東都）に入城すると鄭氏の軍は散り散りに敗走した。第24代皇帝顕宗は阮恵を元帥に任じ皇女を娶らせたが、阮恵はこれを軽んじて昇龍を放棄した。その後、阮恵の兄の阮岳が歸仁（現在のクイニョン）で皇帝を名乗ると、第25代皇帝愍帝は清に逃れ、乾隆帝に援助を求めた。清は後黎朝の復興を名目に大軍を送り、1788年に昇龍を征服したため、鄭氏当主の鄭槰が勢力を回復したが、これは短命に終わった。再度北上した阮恵の軍が、かつて黎利が明を相手に行ったように、清軍を粉砕したからである（ドンダーの戦い）。清軍は撤退し、後黎朝帝室と鄭氏一族は清に亡命した。
阮福映が西山朝を滅ぼして阮朝を建てると、鄭槰の子であった鄭楈が鄭氏の祭祀を継承した。

## 他国との関係

### 中国との関係
明と清に関しては極めて慎重な態度を取り、明の遺臣に好意的で多くの移民を受け入れた阮氏とは対照的だった。

### フランスとの関係
1620年、フランスのイエズス会士のアレクサンドル・ドゥ・ロードが北河に渡来し、越仏を結ぶ重要人物となった。ロードは多くの翻訳を行い、ラテン文字を用いたベトナム語の筆記法（クオック・グー）を確立し、いくつもの教会を建てた。しかし1630年に鄭梉は、社会に悪影響を及ぼすとしてロードを国外追放に処した。この時より鄭氏は大越からキリスト教の影響を払拭するよう試みるようになり、ある程度の成功をおさめた。

### その他西欧諸国との関係
阮氏がポルトガル製のカノン砲で防壁を守った時、鄭氏も洋式の兵器を求めオランダと接触を試みた。オランダはさらに優れたカノン砲を鄭氏に売り込もうとしており、オランダのほか後にドイツ人も昇龍に交易所を設置した。オランダの貿易は当初は黒字であったが、1673年に戦争が休戦を迎えると兵器の需要は急速に落ち込み、1700年にオランダとイングランドの交易所は閉鎖された。

## 歴代鄭主
- 鄭検（1503年-1570年、執政：1545年–1570年2月）。初代鄭主。三代の皇帝（荘宗、中宗、英宗）のもとで執政した。
- 鄭檜（ベトナム語版）（1523年-1584年、執政：1570年2月-8月）。鄭検の長子。莫朝に敗北し、弟の鄭松に取って代わられた。
- 鄭松（1550年−1623年、執政：1570年8月–1623年）。最も活発な鄭主。三代の皇帝（世宗、敬宗、神宗）のもとで執政した。
- 鄭梉（ベトナム語版）（1577年–1657年、執政：1623年–1657年）。二代の皇帝（真宗、神宗※重祚）のもとで執政した。
- 鄭柞（1606年-1682年、執政：1657年–1682年）。三代の皇帝（玄宗、嘉宗、熙宗）のもとで執政した。
- 鄭根（1633年-1709年、執政：1682年–1709年）。定南王に封じられた。
- 鄭棡（1686年-1730年、執政：1709年–1730年）。安都王に封じられた。二代の皇帝（裕宗、後廃帝）のもとで執政した。
- 鄭杠（ベトナム語版）（1711年-1762年、執政：1730年–1740年）。威南王に封じられた。二代の皇帝（純宗、懿宗）のもとで執政した。
- 鄭楹（1720年-1767年、執政：1740年–1767年）。明都王に封じられた。顕宗のもとで執政した。
- 鄭森（1739年-1782年、執政：1767年–1782年9月）。靖都王に封じられた。顕宗のもとで執政した。
- 鄭檊（ベトナム語版）（1777年-1782年、家督：1782年9月-10月）。奠都王に封じられた。後に異母兄の鄭楷に取って代わられ、恭国公とされた。
- 鄭楷（1763年-1786年、執政：1782年10月–1786年）。端南王に封じられた。
- 鄭槰（ベトナム語版）（1749年-1791年、執政：1786年–1787年）。晏都王に封じられた。